# Nicolas Kehrli
Nicolas Kehrli (sinh ngày 17 tháng 1 năm 1983) là một cầu thủ bóng đá người Thụy Sĩ thi đấu cho FC Biel-Bienne.
Anh cũng từng thi đấu cho BSC Young Boys at Giải bóng đá vô địch quốc gia Thụy Sĩ.